# Crimen de El Boldo
El Crimen de El Boldo hace referencia al asesinato de Zulema Morandé Franzoy, ocurrido el 4 de septiembre de 1914 en el Fundo Santa Adriana, ubicado en la localidad de El Boldo, Curicó, Chile. El caso causó un gran impacto en la opinión pública de la época debido a las circunstancias sospechosas que rodearon la muerte, la participación de su esposo, Gustavo Toro Concha, y el extenso juicio que involucró también a una empleada doméstica, Sara Rosa Castro. Este crimen ha sido recordado como uno de los casos más notorios en la historia judicial de Chile, principalmente por la brutalidad del asesinato y las complejidades del juicio.

## Contexto social y familiar
Zulema Morandé Franzoy provenía de una familia acomodada, y estaba casada con Gustavo Toro Concha, un hombre de buena posición social en la comunidad de Curicó. El matrimonio vivía junto a sus hijos en el Fundo Santa Adriana, en El Boldo, y su vida parecía tranquila y respetable de cara al exterior. Sin embargo, dentro del hogar existían serias tensiones, exacerbadas por la conducta violenta de Gustavo y la supuesta inestabilidad emocional de Zulema. Vecinos y empleados domésticos comentaban acerca de las discusiones frecuentes y el comportamiento errático de la pareja, en particular de Toro Concha, quien a menudo humillaba y maltrataba a su esposa en privado.

## Los hechos del 4 de septiembre de 1914
La mañana del 4 de septiembre de 1914, Sara Rosa Castro, una de las empleadas domésticas, corrió hacia la viña, donde Gustavo Toro Concha se encontraba trabajando, y lo llamó a gritos. Le dijo que algo terrible había ocurrido con su esposa Zulema Morandé Franzoy. Alarmado por la desesperación de Rosa Castro, Toro Concha dejó sus labores y regresó apresuradamente a la casa. 
Al llegar al lugar, según la versión que proporcionó a las autoridades, encontró a su esposa tendida en el suelo de su dormitorio, con una profunda herida en el cuello. Declaró que ella se había quitado la vida debido a problemas emocionales y celos que la atormentaban desde hacía años. De inmediato, informó a las autoridades locales sobre lo que describió como un suicidio.
Sin embargo, las incongruencias comenzaron a surgir casi de inmediato. La disposición del cuerpo de Zulema y las múltiples heridas que presentaba en el abdomen y otras partes del cuerpo no coincidían con un típico suicidio. La más grave de ellas, una profunda herida en el cuello, levantó sospechas debido a la fuerza y precisión necesarias para infligirla, lo que sugería que no podría haber sido autoinfligida. Las autoridades decidieron abrir una investigación más exhaustiva.

## Incongruencias en la escena del crimen
Al llegar las autoridades y realizar un análisis preliminar de la escena, empezaron a surgir dudas sobre la versión de Toro Concha. La disposición del cuerpo de Zulema y la naturaleza de las heridas no coincidían con un típico suicidio. Además de la profunda herida en el cuello, la víctima presentaba otras lesiones en el abdomen y las extremidades, lo que indicaba signos de lucha o defensa. La autopsia realizada por el médico legista concluyó que era altamente improbable que Zulema se hubiera infligido esas heridas por sí misma, lo que reforzó la hipótesis de un homicidio.
Los peritos señalaron que la herida en el cuello, que fue la causa final de muerte, requería una fuerza significativa y un ángulo difícil de realizar en un acto de suicidio. Además, las marcas defensivas en las manos y los brazos sugerían que Zulema había intentado protegerse de un agresor.

## La confesión de Sara Rosa Castro
La investigación dio un giro decisivo cuando Sara Rosa Castro, una empleada doméstica que trabajaba en la casa de los Toro-Morandé, fue interrogada. Inicialmente, Castro negó cualquier conocimiento o participación en el hecho, pero tras varias horas de presión psicológica, confesó su implicación en el asesinato. Según su testimonio, Gustavo Toro Concha había asesinado a su esposa en un ataque de ira durante una discusión.
Castro relató que, la mañana del crimen, Zulema y Gustavo discutieron acaloradamente, y fue entonces cuando Toro Concha la atacó con un cuchillo. Durante el ataque, Gustavo habría ordenado a Sara que le ayudara a sujetar a Zulema para inmovilizarla mientras él la degollaba. Luego, Sara afirmó que fue obligada a limpiar la sangre y a ocultar la ropa ensangrentada.

## Investigación y exhumación
La confesión de Sara Rosa Castro fue una de las piezas clave para el desarrollo del juicio, pero no fue la única prueba contundente. Se realizaron varias autopsias y análisis médicos para asegurar que las heridas en el cuerpo de Zulema no eran compatibles con un suicidio. Incluso, en enero de 1916, se exhumaron los restos de Zulema del Cementerio General de Curicó para realizar nuevos exámenes. A pesar del estado avanzado de descomposición, los médicos forenses pudieron corroborar la identidad de Zulema y confirmar que las heridas fueron causadas por una acción externa.
Además de la autopsia, las pruebas materiales encontradas en la casa, como el cuchillo ensangrentado y las prendas de ropa ocultas por Sara Rosa Castro, reforzaron la hipótesis de que se trataba de un asesinato planeado y ejecutado por Gustavo Toro Concha.

## El juicio y las sentencias
El juicio contra Gustavo Toro Concha y Sara Rosa Castro comenzó en 1915 y fue seguido muy de cerca por la prensa de la época. Toro Concha defendió hasta el final su versión del suicidio, mientras que la defensa de Castro intentó desacreditar su confesión, alegando que había sido obtenida bajo coacción. A pesar de sus intentos por retractarse, las pruebas forenses y la declaración inicial de Castro convencieron al tribunal.
En primera instancia, el tribunal condenó a Gustavo Toro Concha a presidio perpetuo por el asesinato de su esposa, mientras que Sara Rosa Castro fue sentenciada a tres años y un día de prisión como cómplice del crimen. Ambos apelaron sus sentencias. En 1916, la Corte de Apelaciones de Santiago ratificó la condena a presidio perpetuo para Toro Concha, pero redujo la pena de Sara Rosa Castro a dos años de prisión, alegando que su participación había sido forzada en cierta medida.
Años más tarde, Gustavo Toro Concha fue indultado durante el gobierno de Arturo Alessandri Palma y se retiró a la administración de un fundo.

## Impacto mediático y social
El Crimen de El Boldo se convirtió en uno de los casos más mediáticos de la época, con una amplia cobertura en los periódicos nacionales. Los editoriales discutían sobre la violencia doméstica, el papel de la justicia y los derechos de las mujeres en una sociedad donde los crímenes en el ámbito privado eran frecuentemente minimizados o encubiertos. El juicio reveló las tensiones sociales y la realidad oculta detrás de las familias acomodadas, donde las apariencias ocultaban graves problemas familiares.

## Legado
El Crimen de El Boldo sigue siendo recordado como un caso emblemático en la historia judicial chilena. Se considera un hito en cuanto al manejo de pruebas forenses y testimonios contradictorios. Además, el caso generó discusiones sobre los derechos de las mujeres y los crímenes de género, temas que en ese entonces eran poco discutidos públicamente.